# Upplands runinskrifter 1041
U 1041 är en runsten i Golvasta, Tensta socken och Uppsala kommun.

## Stenen
Runstenen är av grå granit, 1,6 meter hög, 0,75 meter bred och 0,45 meter tjock.

## Inskriften
Inskriften är på den sydöstra sidan. Runslingan är smal, endast 6 centimeter vilket gör att även runhöjden är liten, 4 centimeter. Runorna står mycket tätt.
Translitterering av runraden:
iahbaþr ' ok ' inkikieþr ' litu ' rita sena iftʀ faþur sin ' runfastr ' ok ' iftʀ ' runu ' moþur sena ' ikulfr ' risti runi ahbaþr kiaþi bro ·
Normalisering till runsvenska:
Hagbarðr ok Ingigærðr letu retta stæina æftiʀ faður sinn ʀunfast ok æftiʀ ʀunu, moður sina. Ingulfʀ risti runaʀ. Hagbarðr gærði bro.
Översättning till nusvenska:
Hagbard och Ingegärd läto uppresa stenarna till minne av sin fader Runfast och till minne av Runa, sin mor. Ingulv ristade runorna. Hagbard gjorde bron.